# La pesca del salmó al Iemen
La pesca del salmó al Iemen (títol original en anglès, Salmon Fishing in the Yemen) és una comèdia romàntica britànica de 2011 dirigida per Lasse Hallström i protagonitzada per Ewan McGregor i Emily Blunt.
La seva estrena va tenir lloc el 10 de setembre de 2011 al Festival Internacional de Cinema de Toronto i va estar nominada en els Globus d'Or del 2013 en les categories de millor pel·lícula musical o còmica, millor actor i millor actriu.

## Argument
El Doctor Fred Jones (Ewan McGregor) és un expert membre del Centre Nacional d'Indústries Pesqueres. Quan la consultora Harriet Chetwode-Talbot (Emily Blunt), que representa a un ric xeic iemenita (Amr Waked), li proposa fer realitat el somni del xeic d'introduir la pesca del salmó al Iemen, en Fred rebutja el projecte completament, ja que el veu inviable. "No hi ha aigua. Impossible", exclama ell. Però, la secretària de premsa del Primer Ministre, Patricia Maxwell (Kristin Scott Thomas), hi veu l'oportunitat per demostrar a l'opinió pública la "bona voluntat" del govern anglès amb els estats àrabs i per desviar l'atenció dels votants de la guerra de l'Afganistan. "Un tema amable, de bona relació entre orient i occident", diu ella. I a partir d'aquí, en Fred es veurà obligat a acceptar el projecte i viatjar al Iemen amb la Harriet, que representa l'empresa encarregada de tirar-lo endavant.

## Repartiment
| Intèrpret            | Personatge              | Veu en català    |
| -------------------- | ----------------------- | ---------------- |
| Ewan McGregor        | Dr. Alfred "Fred" Jones | Xavier Fernández |
| Emily Blunt          | Harriet Chetwode-Talbot | Isabel Valls     |
| Amr Waked            | Xeic Muhammed           | Eduard Itchart   |
| Kristin Scott Thomas | Patricia Maxwell        | Mercè Montalà    |
| Tom Mison            | Capità Robert Mayers    | Carles Lladó     |
| Rachael Stirling     | Mary Jones              | Teresa Manresa   |
| Conleth Hill         | Bernard Sugden          | Jordi Royo       |
| Catherine Steadman   | Ashley                  | Desconegut       |

## Producció

### Rodatge
La pesca del salmó al Iemen va ser rodada entre l'agost i l'octubre de 2010 a Londres, Escòcia i el Marroc. Les escenes ambientades al Iemen es van filmar, en concret, a Ouarzazate a la Serralada de l'Atles marroquina. L'escena del restaurant de Londres es va rodar a l'edifici Oxo Tower i la casa del xeic a Escòcia va ser Ardverikie House. Per la creació de la presa d'aigua pels salmons es va fer servir un tanc d'aigua dels Black Hangar Studios del Regne Unit.

## Nominacions
La pel·lícula va aconseguir algunes nominacions rellevants en la temporada de premis cinematogràfics 2011-2012. De totes elles, les més destacades són els següents:
- 2013: Globus d'Or a la millor pel·lícula musical o còmica
- 2013: Globus d'Or a la millor actriu musical o còmica per Emily Blunt
- 2013: Globus d'Or al millor actor musical o còmic per Ewan McGregor